# In the Zone
In the Zone je čtvrté studiové album Britney Spears, které vyšlo 18. listopadu 2003. Tímto albem se vrátila zpátky mezi popovou elitu i díky písním Everytime a Toxic, které zabodovaly i v americkém žebříčku. In the Zone nabízí hlas Britney Spears v trochu jiných polohách než na předešlých albech …Baby One More Time, Oops!… I Did It Again a Britney.
S albem jí pomohly i takové hudební ikony jako R. Kelly, Moby nebo Madonna. Album vzbudilo velký rozruch převážně díky písní Touch of My Hand, kde zpěvačka otevřeně zpívá o masturbaci.

## Seznam písní
1. „Me Against the Music“ (feat. Madonna) – 3:44
2. „(I Got That) Boom Boom“ (feat. Ying Yang Twins) – 4:51
3. „Showdown“ – 3:17
4. „Breathe on Me“ – 3:43
5. „Early Mornin'“ – 3:45
6. „Toxic“ – 3:21
7. „Outrageous“ – 3:21
8. „Touch of My Hand“ – 4:19
9. „The Hook Up“ – 3:54
10. „Shadow“ – 3:45
11. „Brave New Girl“ – 3:30
12. „Everytime“ – 3:53
13. „The Answer“ – 3:54
14. „Don't Hang Up“ – 4:02

## Umístění ve světě
| Stát           | Umístění |
| -------------- | -------- |
| USA            | 1        |
| Evropa         | 1        |
| Argentina      | 1        |
| Francie        | 1        |
| Mexiko         | 1        |
| Kanada         | 2        |
| Německo        | 2        |
| Japonsko       | 3        |
| Švýcarsko      | 6        |
| Brazílie       | 7        |
| Švédsko        | 8        |
| Austrálie      | 10       |
| Rakousko       | 10       |
| Norsko         | 11       |
| Velká Británie | 13       |
| Nový Zéland    | 25       |

| Prodejnost | Počet      |
| ---------- | ---------- |
| Celkem     | 10,000,000 |